# Nikołaj Guriejew
Nikołaj Michajłowicz Guriejew (ros. Николай Михайлович Гуреев, ur. 1907 w Samarze, zm. 1978) – radziecki polityk.

## Życiorys
Ukończył technikum rolnicze i (1950) Odeski Instytut Rolniczy, 1929-1941 pracował jako agronom i starszy agronom w obwodach aktiubińskim, mikołajowskim i odeskim. W latach 1941–1942 żołnierz Armii Czerwonej, 1942–1944 agronom i dyrektor stanicy maszynowo-traktorowej w obwodzie rostowskim i omskim, 1944–1948 szef zarządu odeskiego obwodowego oddziału rolniczego, w latach 1948–1953 zastępca przewodniczącego, a od kwietnia 1953 do lipca 1954 przewodniczący Komitetu Wykonawczego Odeskiej Rady Obwodowej. Od 1943 w WKP(b), od 26 marca 1954 do 16 lutego 1960 członek KC KPU, jednocześnie od 1954 zastępca przewodniczącego Rady Ministrów Ukraińskiej SRR, od 21 stycznia do 26 czerwca 1956 zastępca członka Prezydium KC KPU. Od 25 lutego 1956 do 17 października 1961 zastępca członka KC KPZR, od 26 czerwca 1956 do 21 stycznia 1960 członek Prezydium KC KPU, do 7 stycznia 1960 I zastępca przewodniczącego Rady Ministrów Ukraińskiej SRR. Od 1960 do stycznia 1963 przewodniczący Komitetu Wykonawczego Ługańskiej Rady Obwodowej, od 19 lutego 1960 do 17 marca 1971 zastępca członka KC KPU, od stycznia 1963 do grudnia 1964 I sekretarz Ługańskiego Wiejskiego Komitetu Obwodowego KPU, od grudnia 1964 do czerwca 1971 przewodniczący Komitetu Wykonawczego Ługańskiej/Woroszyłowgradzkiej Rady Obwodowej, następnie na emeryturze. Deputowany do Rady Najwyższej ZSRR 4 i 5 kadencji.

## Odznaczenia
- Order Lenina
- Order Czerwonego Sztandaru Pracy (trzykrotnie)
- Order „Znak Honoru”